# The Middle (Zedd, Maren Morris e Grey)
The Middle è un singolo collaborativo del produttore discografico russo-tedesco Zedd, della cantautrice statunitense Maren Morris e del duo statunitense Grey, pubblicato il 23 gennaio 2018.

## Descrizione
Zedd ha dichiarato in un comunicato stampa di aver "lavorato molto duramente su questo disco per farlo nel modo giusto". Si è anche dimostrato aperto alla possibilità di lavorare con entrambi i featuring presenti nel pezzo, affermando che lavorare con Morris è stato "super divertente perché è chiaramente una cantante straordinaria ed una musicista di grande talento", e che ama lavorare con Grey perché si sforzano di "fare la migliore musica possibile". Morris ha aggiunto: "Zedd era così bravo a lavorare e così tranquillo, sembrava che avessimo lavorato insieme per anni... Il suono riflette le mie molteplici influenze di artista – in parte country, pop, rhythm and blues, riconoscibile, emotivo ed estremamente orecchiabile, non ci sono limiti con questa canzone e non vedo l'ora di vedere come reagiscono i fan". Ha rivelato in una dichiarazione che ha registrato la sua voce per la canzone con Zedd a Nashville "diverse settimane fa" prima dell'uscita della canzone. Grey hanno ammesso di aver affrontato alcuni ostacoli durante la produzione, ma "hanno continuato a lottare per questo" perché avevano compreso e ritenevano che la canzone fosse speciale.
The Middle è stata registrata da diverse cantanti. Tra le tante, Demi Lovato (la cui versione è stata scartata perché il suo team riteneva che il brano si distaccasse dalla direzione intrapresa dal suo album), Camila Cabello (il cui team ha voluto evitare questa collaborazione per non oscurare il successo di Havana), Tove Lo, Bebe Rexha, Carly Rae Jepsen, Elle King, Daya, Bishop Briggse e Lauren Jauregui. La versione definitiva è stata registrata da Anne-Marie, ma questa è stata poi scartata a causa della pubblicazione di Friends. Alla fine è stata pubblicata la versione cantata da Maren Morris. La versione cantata da Camila Cabello, molto apprezzata dagli autori, era inizialmente previsto fosse pubblicata il 18 ottobre 2017, cosa poi annullata dal team di Camila. L'intera demo di The Middle cantata da Bebe Rexha è stata diffusa online a causa di un leak in data 28 marzo 2018.

## Successo commerciale
Nella Billboard Hot 100 The Middle ha raggiunto la 5ª posizione, diventando la seconda top ten di Zedd e la prima per Maren Morris e Grey. Ha in seguito raggiunto la vetta della Radio Songs grazie ad un'audience radiofonica di 119,1 milioni di ascoltatori. La canzone ha infranto il record per il maggior lasso di tempo trascorso in cima alla Dance/Electronic Songs con 33 settimane, in seguito superato da Happier di Marshmello e Bastille.

## Tracce
- Download digitale

1. The Middle – 3:04

## Classifiche

### Classifiche settimanali
| Classifica (2018)   | Posizione massima |
| ------------------- | ----------------- |
| Australia           | 7                 |
| Austria             | 12                |
| Belgio (Fiandre)    | 8                 |
| Belgio (Vallonia)   | 20                |
| Canada              | 6                 |
| Danimarca           | 20                |
| Francia             | 54                |
| Germania            | 15                |
| Irlanda             | 7                 |
| Italia              | 42                |
| Lussemburgo         | 8                 |
| Malaysia            | 3                 |
| Norvegia            | 10                |
| Nuova Zelanda       | 8                 |
| Paesi Bassi         | 7                 |
| Regno Unito         | 7                 |
| Scozia              | 8                 |
| Spagna              | 70                |
| Stati Uniti         | 5                 |
| Stati Uniti (Dance) | 1                 |
| Stati Uniti (Pop)   | 1                 |
| Svezia              | 19                |
| Svizzera            | 27                |

### Classifiche di fine anno
| Classifica (2018) | Posizione |
| ----------------- | --------- |
| Islanda           | 22        |